# Guenthers Taggecko
Guenthers Taggecko (Phelsuma guentheri) ist eine Geckoart aus der Gattung der Taggeckos. Er kam früher auf Réunion und Mauritius vor, heute ist sein Verbreitungsgebiet auf die kleine Insel Round Island bei Mauritius beschränkt. Das Artepitheton ehrt den deutschen Zoologen Albert Günther.

## Merkmale
Ausgewachsene Exemplare erreichen Gesamtlängen von 300 mm. In der Regel werden sie jedoch kleiner, mit einer Kopf-Rumpf-Länge bei den Männchen von 133 mm und bei den Weibchen von 120 mm. Der Körperbau ist gedrungen. Die Grundfärbung ist graubraun bis graugrün. An den Kopfseiten befindet sich je ein dunkelbrauner Längsstreifen, der sich von den Nasenlöchern durch das Auge bis zum Nacken erstreckt. In der Nackenregion fließen die beiden Längsstreifen ineinander. Manche Exemplare zeigen dunkle Flecken auf dem Rücken sowie hellgelbe Bänder auf den Beinen und den Zehen. Der Bauch ist weiß oder gelblich. Tagsüber ist die Pupille vertikal elliptisch gestellt.

## Lebensraum
Früher lebte Guenthers Taggecko an Flaschenpalmen, Fächerpalmen (Latania) und Schraubenbäumen. Aufgrund der Zerstörung der Vegetation durch Zyklone, Kaninchen und Ziegen ist sein Lebensraum heute auf Lavafelsspalten beschränkt.

## Lebensweise
Guenthers Taggecko ernährt sich von Insekten, anderen Wirbellosen sowie von Blütenpollen, Nektar und reifen Früchten. Er brütet das ganze Jahr über. Die Gelege, von denen es bis zu sechs im Jahr geben kann, bestehen aus zwei Eiern. Häufig errichten die Weibchen ihre Gelege an gemeinschaftlichen Eiablagestellen an der Unterseite von Felsen. Die Jungen schlüpfen nach 58 bis 104 Tagen. Bei der Geburt sind sie ungefähr 75 mm lang.

## Status
Die IUCN klassifiziert Guenthers Taggecko in die Kategorie „stark gefährdet“ (endangered). Die Vegetationszerstörung durch Ziegen, Kaninchen und Zyklone hat zu einer Abnahme der Population auf 600 bis 1500 Exemplare geführt. Dank eines Ziegen- und Kaninchenbeseitigungsprogramms sowie eines Erhaltungszuchtprogramms des Durrell Wildlife Conservation Trust erholen sich die Bestände langsam wieder.